# Myponga
Myponga ist eine kleine Ortschaft, die 58 Kilometer entfernt von Adelaide in South Australia in den südlichen Mount Lofty Ranges liegt. Der Ort grenzt an das nordwestlich westliche Ende des Myponga Reservoirs, ein Staudamm. Im Jahr 2011 lebten hier 393 Personen.
Der ursprüngliche Name des Ortes Maipgunga stammt von den Aborigines und wurde im Laufe der Zeit in Myponga abgewandelt, was „Hohe Klippen“ bedeutet. Der Ort liegt in einem Grasland, das früher von Bäumen bewachsen war, die für die Bergwerke im Gebiet von Broken Hill gefällt wurden. Heute ist ein Weideland.
In diesem Gebiet wurde früher auch nach Erzen gesucht und in den 1950er Jahren das seltene Mineral Uranospinit am Wild Dog Hill gefunden. Die Mineralisation des Urans fand im Gneis des Barossa-Komplexes im Proterozoikum statt. Der Abbau, der etwa 5 km südwestlich von Myponga stattfand, ergab in den Jahren von 1954 bis 1955 346 t Uranoxid mit einem Gehalt von 0,36 % U308, das in einer Anlage in Port Pirie hergestellt wurde. Heute gibt es keinen Uranabbau in Myponga mehr.
Im Ort befindet sich eine Käserei, deren Produkte wegen der hohen Qualität exportiert werden.